# تشيك بولوك
تشيك بولوك (بالإنجليزية: Chick Bullock)‏ هو مغني وعازف جاز أمريكي، ولد في 16 سبتمبر 1898 في بوتي في الولايات المتحدة، وتوفي في 15 سبتمبر 1981 في كاليفورنيا في الولايات المتحدة.

## وصلات خارجية
- تشيك بولوك على موقع ميوزك برينز (الإنجليزية)
- تشيك بولوك على موقع أول ميوزيك (الإنجليزية)
- تشيك بولوك على موقع ديسكوغز (الإنجليزية)